# Насимото-но-мия Моримаса
Принц Моримаса из линии Насимото (яп. 梨本宮守正王 Насимото-но-мия Моримаса-о, 9 марта 1874 — 2 января 1951) — глава одной из младших ветвей японского императорского дома, генерал-маршал японской армии. Дядя императрицы  Кодзюн, единственный член императорской семьи, арестованный за военные преступления.

## Биография
Родился 9 марта 1874 в семье принца Куни-но-мия Асахико и фрейлины Мицуэ Харады.
2 декабря 1885 года стал 3-м главой ветви Насимото-но-мия.
В 1899 году стал вторым лейтенантом 39-го пехотного полка. В 1904 году стал капитаном, в 1906 — майором, в 1908 — подполковником, в 1910 — полковником.
В августе 1917 года получил чин генерал-лейтенанта и был назначен командующим 16-й дивизии японской императорской армии. С 1919 года — член Генерального штаба. 8 августа 1932 года стал маршалом японской армии. В году 1944 ушёл в отставку.
2 декабря 1945 был арестован по приказу генерала Макартура. 13 апреля 1946 года — освобождён. 14 октября 1947 года был лишён титулов и перестал быть членом императорской семьи.
2 января 1951 умер от сердечного приступа.

### Семья
28 ноября 1900 года женился на Ицуко (1882—1976), 2-й дочери маркиза (косяку) Набэсимы Наохиро, бывшего посла в Италии и (ещё ранее) бывшего последнего даймё княжества Сага. Её сестра в 1928 году стала тёщей принца Титибу-но-мия.
У них было 2 дочери:
- Масако (яп. 方子, 1901—1989); в 1920 году вышла замуж за Наследного принца Ыймина — единокровного брата и наследника последнего корейского монарха Сунджона;
- Норико (яп. 規子, 1907—1992); в 1926 году вышла замуж за графа Хирохаси Тадамицу.

28 апреля 1966 года бывшая принцесса Ицуко усыновила Норихико (яп. 徳彦, 1922—2007), который унаследовал фамилию Насимото. Он был младшим сыном бывшего принца Куни-но-мия Таки (единокровного брата Морисамы), но ещё в 1943 году отказался от титула члена императорской семьи и стал именоваться граф Тацута Норихико. У него — трое детей, носивших/носящих фамилию Тацута.

## Награды
- Орден Золотого коршуна;
- Орден Восходящего солнца
- Высший орден Хризантемы